# Зубович Віктор Сигізмундович
Зубович Віктор Сигізмундович (нар. 15 лютого 1959, Строків, Попільнянський район, Житомирська область) — український вчений-літературознавець, журналіст. Доктор філологічних наук (1998).

## Життєпис
У 1986 році закінчив Київський університет.
У 1986—1987 рр. — працював у Глухівському педагогічному інституті.
У 1987—2008 рр. — у Волинському університеті. Пройшов шлях від викладача кафедри теорії літератури до декана факультету слов'янської філології.

## Наукова діяльність
До сфери наукових досліджень входить: теорія літератури, поетика та літературна критика, літературне редагування, історія журналістики.
Засновник і головний редактор наукових часописів «Філологічні студії», «Проблеми славістики», «Проблеми педагогічних технологій», книжкової серії «Літературна планета».

### Вибрані праці
- Літературно-критична діяльність Олеся Гончара. Луцьк, 1995;
- Цілісно-системний метод пізнання, дослідження і практичної діяльності. Луцьк, 1996 (у співавторстві);
- Глобальні катастрофи: Вчора, сьогодні, завтра. Луцьк, 1998 (у співавторстві);
- Проза Василя Стефаника і наукове сьогодення // часопис СіЧ, 2002. — № 6;
- Ритм прозового дискурсу Василя Стефаника // Поетика. Фольклор. К., 2003.